# コードジェム
「コードジェム」（CORDGEM）は、Salt and Sugar Studioが手がける、音楽とゲームによるメディアミックスプロジェクト。

## 概要
蒸気革命の起こった架空の平安の都「蒸安京」を舞台とした、和風シネマティックファンタジーである。
歌と物語を様々なメディアで展開する音楽プロジェクトと、RPGスマートフォンアプリのゲームプロジェクトの2つのプロジェクトで構成されている。
2023年11月15日にプロジェクト始動が発表され、キービジュアル、ティザートレイラーPV、本サイトが公開された。
2023年12月20日、音楽プロジェクトのスタートとともに、新曲第1弾「MAGIC」が先行発表された。2024年8月14日には、応募ユーザーを対象としてゲームアプリの体験版を配信開始。

## 登場人物

### 音楽プロジェクト

#### 鏡花水月（きょうかすいげつ）
灰都（はいと）
声 - 今井文也
年齢：20歳 / 誕生日：10月10日
希琉（きる）
声 - 高塚智人
年齢：21歳 / 誕生日：10月10日

#### 幽玄音戯（ゆうげんおとぎ）
千彩（ちあや）
声 - 鈴木みのり
年齢：17歳 / 誕生日：1月23日
壱月（いつき）
声 - 秋奈
年齢：18歳 / 誕生日：12月25日

#### 蒸安響楽団 藤組（じょうあんきょうがくだん ふじぐみ）
イチ/一条（いち/いちじょう）
声 - 古川慎
年齢：19歳 / 誕生日：8月3日
ニエ/二条（にえ/にじょう）
声 - 堂島颯人
年齢：26歳 / 誕生日：2月9日
ケイ/近衛（けい/このえ）
声 - 波多野翔
年齢：24歳 / 誕生日：4月2日
ヨウ/楊梅（よう/よばい）
声 - 土屋神葉
年齢：26歳 / 誕生日：1月5日
キュウ/九条（きゅう/くじょう）
声 - 石井孝英
年齢：23歳 / 誕生日：10月29日

#### 風響（ふうきょう）
鹿狩（かがり）
声 - 生田鷹司
年齢：17歳 / 誕生日：4月7日
燈（ともし）
声 - 中澤まさとも
年齢：19歳 / 誕生日：9月14日

#### 蒸安響楽団 桜組（じょうあんきょうがくだん さくらぐみ）
ねん子（ねんこ）
声 - 藍本あみ
年齢：18歳 / 誕生日：5月27日
詩虎（しとら）
声 - 小坂井祐莉絵
年齢：18歳 / 誕生日：3月27日
内海（うつみ）
声 - 廣田あいか
年齢：17歳 / 誕生日：5月3日
真昼（まひる）
声 - 工藤ひなき
年齢：16歳 / 誕生日：7月12日
理乾（りいぬい）
声 - 岩橋由佳
年齢：19歳（実は26歳） / 誕生日：10月9日

#### 虹の旅団（にじのりょだん）
司馬（しば）
声 - 石橋陽彩
年齢：18歳 / 誕生日：8月8日
猫丸（ねこまる）
声 - 住谷哲栄
年齢：16歳 / 誕生日：11月3日
波鳥（はとり）
声 - 鈴木杏奈
年齢：17歳 / 誕生日：3月3日
狗栗（くくり）
声 - 社本悠
年齢：14歳 / 誕生日：1月1日

### ゲームプロジェクト

#### 蒸安守護職 青龍守（じょうあんしゅごしょく せいりゅうのかみ）
弓削時矢（ゆげときや）
声 - 石川界人
年齢：22歳 / 誕生日：11月25日
惟宗直影（これむねなおかげ）
声 - 伊東健人
年齢：23歳 / 誕生日：4月5日
橘清澄（たちばなきよすみ）
声 - 堀江瞬
年齢：16歳 / 誕生日：4月20日
藤原一泉（ふじわらいっせん）
声 - 小野賢章
年齢：23歳 / 誕生日：8月25日

#### 紅野山 真行寺（こうやざん しんぎょうじ）
蒼炎（そうえん）
声 - 斉藤壮馬
年齢：32歳 / 誕生日：2月6日
黄炎（おうえん）
声 - 羽多野渉
年齢：28歳 / 誕生日：6月29日
紅炎（こうえん）
声 - 広瀬裕也
年齢：24歳 / 誕生日：12月7日

#### 蒸安守護職 玄武守（じょうあんしゅごしょく げんぶのかみ）
源陽朝（みなもとはるとも）
声 - 木島隆一
年齢：19歳 / 誕生日：9月12日
源匠（みなもとたくみ）
声 - 逢坂良太
年齢：22歳 / 誕生日：7月28日
源光圀（みなもとみつくに）
声 - 坂田将吾
年齢：18歳 / 誕生日：5月23日

#### 蒸安守護職 朱雀守（じょうあんしゅごしょく すざくのかみ）
平雪義（たいらゆきよし）
声 - 梅原裕一郎
年齢：25歳 / 誕生日：9月23日
平顕忠（たいらあきただ）
声 - 宮地海人
年齢：20歳 / 誕生日：12月28日
平景雅（たいらかげまさ）
声 - 森久保祥太郎
年齢：28歳 / 誕生日：7月6日

#### 蒸安守護職 白虎守（じょうあんしゅごしょく びゃっこのかみ）
中原麻仁(なかはらまひと)
声 - 井口祐一
年齢：25歳 / 誕生日：3月8日
中原科戸(なかはらしなと)
声 - 浦和希
年齢：25歳 / 誕生日：3月8日
大江禎晃(おおえさだあき)
声 - 西山宏太朗
年齢：23歳 / 誕生日：1月9日
下道楽備(しもどうがくび)
声 - 榎木淳弥
年齢：26歳 / 誕生日：5月14日

#### 夜鯨衆（やげいしゅう）
睡蓮(すいれん)
声 - 鈴木崚汰
年齢：23歳 / 誕生日：10月17日
花相(はなそう)
声 - 野上翔
年齢：19歳 / 誕生日：11月2日
狼雲(ろうん)
声 - 武内駿輔
年齢：34歳 / 誕生日：8月18日

#### ラテラノ国教聖　エクセビオス修道会
エドガー・ストラトス
声 - 天月
年齢：24歳 / 誕生日：2月22日
アギト・サラマス
声 - 浦田わたる
年齢：26歳 / 誕生日：6月11日

## 主題歌
「命運」
作詞 - 結城アイラ / 作曲・編曲 - 堀江晶太 / 唄 - reche

## 楽曲
- MAGIC - 紅野山 真行寺（蒼炎、黄炎、紅炎）

作詞 - Usnow / 作曲・編曲 - DEVINCY, Usnow
フルバージョン公開日 - 2024年2月29日

## ボイスストーリー
楽曲の発表に合わせ、YouTubeにてボイスドラマを公開。

### 紅野山 真行寺
| # | ストーリータイトル                 | 公開日        |
| - | ---------------------------------- | ------------- |
| 1 | 異教の僧、生ける屍を生み出せしこと | 2024年2月29日 |
| 2 | 紅然                               | 2024年2月29日 |